# Балто
Балто е хъски, станало известно с доставката на жизненоважен серум срещу епидемията от дифтерит в град Ноум, Аляска през суровата зима на 1925 г. Въпреки силните снежни бури, то успява да открие пътя до града.
През януари 1925, докторите разбират, че потенциално смъртоносна епидемия от дифтерит застрашава младите хора от Ноум. Единственият серум, който може да предотврати това, се намира на почти хиляда мили (1600 км). Поради суровите условия на зимата, лекарството не може да бъде доставено с кораб или самолет. След преценяване на възможностите, е взето решение лекарството да бъде доставено чрез кучешки впряг.
Серумът е транспортиран с влак от Анкоридж до Ненана, откъдето тръгва кучешкият впряг. По време на пътя част от кучетата са сменени. Впрягът се натъква на виелица, силни ветрове, минусови температури (-53 °C) и много премеждия, породени от войни между едни от основните герои – Балто и хъскито Того.
На 2 февруари 1925 година, кучешкият впряг воден от хъскито Балто (кръстено на Самюъл Балто) влиза в град Ноум, посрещнат като герой. Балто става знаменитост, но всъщност най-дългото и най-рискованото разстояние на пробега е изминато от Ленърд Сепала и неговият впряг, воден от хъскито Того.
Статуя на Балто е издигната в централния парк на град Ню Йорк през 1926. Жителите на Кливланд, Охайо събират 2000 долара, за да купят Балто от водевилна атракция. Той и още шест негови спътници (кучета, участвали също във впряга) са дадени на зоопарка на Кливланд през март 1927, където са приети като герои. След смъртта на Балто (тогава на 14 години) в Кливланд на 14 март 1933, той е препариран и предоставен на Кливландския природонаучен музей.